# Стадион Морумби
Стадион Морумби (порт. Estádio Cícero Pompeu de Toledo), је стадион у Сао Пауло, Бразил.
Стадион Морумби је дом фудбалског клуба Сао Пауло, а име је дато у част Сисеру Помпеу де Толеду, који је био председник фудбалског клуба Сао Паула током већег дела изградње стадиона а умро пре његовог отварања. Морумби је највећи стадион у приватном власништву у Бразилу. Стадион је пројектовао архитекта Жоао Батиста Виланова Артигас.

### Копа Америка 2019.
- Стадион је био домаћин за три утакмице Копа Америка 2019..
| Датум         | Репрезентација #1 | Резултат | Репрезентација #2 | Коло    | Гледалаца |
| ------------- | ----------------- | -------- | ----------------- | ------- | --------- |
| 14.јун 2019   | Бразил            | 3 - 0    | Боливија          | Група А | 46.342    |
| 17. јун 2019  | Јапан             | 0 - 4    | Чиле              | Група Ц | 23.253    |
| 19. јун 2019. | Колумбија         | 1 - 0    | Катар             | Група Б | 22.079    |